# سید انور آزاد
سید انور آزاد آوازخوان و دمبوره نواز اهل  افغانستان است.

## زندگی‌نامه
سید انور آزاد در سال ۱۳۴۸ خورشیدی در ورس، ولایت بامیان زاده شده‌است. وی در سال ۱۳۶۸ خورشیدی بر بنیاد انگیزه‌های هنری به موسیقی محلی دمبوره هزارگی روی آورد؛ زمانی که ۲۰ ساله بوده‌است. آهنگ‌های مورد علاقهٔ وی نغمه‌های سرور سرخوش آوازخوان و دمبوره‌نواز هزارگی بوده‌است. نخستین اجرای وی آهنگ سرور سرخوش که آهنگ مخته بوده، است: «شب هجرت حسابی کن ولی سنجیده سنجیده/ بتا وقتی قرار آمد بیا خندیده خندیده/ ورق زن صفحه‌های قلب عاشق را تما شاکن/ ولی شرطا که تو هم نگذری نا دیده نا دیده».
بعد از آنکه سر هنر دمبوره مسلط شده‌است، جدا از سبک‌های شیرین و زیبای سرور سرخوش و بسیاری از سبک‌های دیگری را که خودش کمپوز کرده کاست‌های بیشماری ثبت است. وی در یک نشست اجرای هنری حتی دوازده کاست هم ثبت کرده‌است. سید انور آزاد در ایران مهاجر شد و در همان‌جا نیز کار موسیقی دمبوره و آوازخوانی را دنبال کرد. وی در سال ۱۳۸۳ خورشیدی به وطن برگشته است و در شهر کابل زندگی را پی گرفته‌است.
سید انور آزاد هنرمند موسیقی دمبوره و آوازدر یکی از قریه‌های ولسوالی ورس ولایت بامیان به دنیا آمد. زمانی که در ایران مهاجر بوده در تهران بزرگ کار نواختن موسیقی و آوازخوانی خود را به‌طور حرفه‌ای دنبال کرده‌است و از محضر استاد صفدر خیرعلی بهره‌ها برده‌است. وی تا کنون در شهر کابل به کارهای موسیقی و آوازخوانی و آموزش موسیقی مشغول است.
سید انور آزاد در غرب کابل دفتر آموزش موسیقی را با شماری از هنرمندان دمبوره ایجاد کرده‌است که به تربیت شاگرد نیز مشغول است.

## اجرای دمبوره در جشنواره‌ها و کنسرت‌های دمبوره هزارگی
سید انور آزاد علاوه بر اجرای دمبوره و آواز هزارگی (موسیقی فولکلوریک هزارگی) در جشنواره‌ها و کنسرت‌های بسیاری در افغانستان و دیگر کشورها اشتراک کرده و اجرا نیز کرده‌است.
- جشنوارهٔ راه ابریشم، شهر بامیان، ولایت بامیان،[۶] چند دور؛
- کنسرت‌های موسیقی در کابل اجرائات مشترک با استاد صفدر توکلی، علی دریاب بندری، میرچمن سلطانی، عبدالوهاب ناصری؛
- کنسرت دمبوره در شهر آلماتی، کشور قزاقستان؛

- جشنوارهٔ موسیقی کویته، پاکستان[نیازمند منبع]؛
- اجرا در تلویزیون‌های ملی و خصوصی شهر کابل.

نقل قول سید انور آزاد: «هنرمندانی که در دمبوره توانایی خاص داشته‌اند و حق استادی دارند: استاد شاه‌عوض از اسماعیلیه‌های بامیان، استاد غلام‌سرور سرخوش، استاد غلام‌سخی بامیانی (بچه میرزاگل) استاد صفدر توکلی، استاد صفدر خیرعلی، استاد خان‌محمد دلبری.»